# کاکتوس‌های سیخ‌دراز
کاکتوس‌های سیخ‌دراز (نام علمی: Denmoza) نام یک سرده از زیرخانواده کاکتوس‌واریان است.